# Pithecellobium gracile
Espèce
Synonymes
- Abarema abeywickramae Kosterm.[2]
- Abarema bigemina (L.) Kosterm.[2]
- Abarema monadelpha (Roxb.) Kosterm.[2]
- Archidendron monadelphum (Roxb.) I.C.Nielsen[2]
- Inga bigemina (L.) Willd.[2]
- Mimosa bigemina L.[2]
- Mimosa monadelpha Roxb.[2]
- Pithecellobium bigeminum (L.) Mart.[2]
- Pithecellobium gracile Bedd.[2]
- Pithecellobium nicobaricum Prain[2]

Statut de conservation UICN

 VU B1+2c : Vulnérable
Pithecellobium gracile est une espèce de plantes à fleurs de la famille des Fabaceae.

## Publication originale
- Madras J. Lit. Sci., ser. 3, 1: 44. 1864.